# VR Bank in Holstein
Die VR Bank in Holstein eG ist eine genossenschaftliche Universalbank mit regionaler Ausrichtung in Schleswig-Holstein. Als eingetragene Genossenschaft gehört die Genossenschaftsbank dem Genossenschaftsverband und dem Bundesverband der Deutschen Volksbanken und Raiffeisenbanken an.

## Geschichte

Unternehmensstammbaum

2014 entstand die Volksbank Pinneberg-Elmshorn eG durch die Fusion der VR Bank Pinneberg eG mit der Volksbank eG, Elmshorn. 2019 fusionierte die Volksbank Pinneberg-Elmshorn eG mit der Raiffeisenbank Bad Bramstedt Henstedt-Ulzburg. Die Bank heißt seither VR Bank in Holstein eG.

### VR Bank Pinneberg eG
In Pinneberg wurde 1865 der „Pinneberger Vorschuß-Verein“ gegründet. Nach der Liquidation im Jahr 1921 folgte 1926 die Gründung der „Kreditbank Pinneberg“. In Uetersen entstand im Jahr 1874 der „Credit-Verein Uetersen“. 1895 eröffnete erstmals in Quickborn eine Spar- und Darlehenskasse.
2001 fusionierten dann die „Volksbank Pinneberg-Uetersen“ und die „Raiffeisenbank Quickborn“ zur „VR Bank Pinneberg“.  2005 wuchs das Geldinstitut durch die Fusion mit der „VR Bank Halstenbek-Schenefeld“ zu einer der größten Genossenschaftsbanken in Schleswig-Holstein.

### Volksbank eG, Elmshorn
1869 nahm in Elmshorn der „Kredit-Verein Elmshorn“ den Geschäftsbetrieb auf, welcher 1921 in „Elmshorner Kreditbank“ und 1941 schließlich in „Volksbank Elmshorn“ umfirmiert wurde. In der Zeit ab 1951 wurde die Bank durch die Ausweitung des Dienstleistungsgeschäftes in Zusammenarbeit mit der Zentralkasse nordwestdeutscher Volksbanken Hamburg zur Universalbank.
Mit Geschäftsstellen in Elmshorn, Barmstedt, Quickborn, Friedrichsgabe und Harksheide entstand in den Jahren 1957 bis 1970 ein  Filialnetz. 1972 wurde zudem die „Glückstädter Volksbank“ übernommen, 1983 die „Volksbank Wilster“ und 1985 die „Raiffeisenbank Horst“. Diverse Filialen in Dithmarschen wurden in den Jahren 1988 bis 1990 auf benachbarte Raiffeisenbanken übertragen, wodurch eine Konzentration der geschäftspolitischen Aktivitäten auf die Kreise Pinneberg und Steinburg sowie die Stadt Norderstedt erfolgte.

### Raiffeisenbank eG, Bad Bramstedt
Der Stammbaum der Bank ist unter Raiffeisenbank Bad Bramstedt Henstedt-Ulzburg dargestellt.

## Regionales Engagement
Die Bank realisiert durch die Bürgerstiftung VR Bank in Holstein ihren regionalen Förderauftrag als Genossenschaft. Durch die Unterstützung gemeinnütziger Projekte aus Erträgen des Stiftungsvermögens und die Förderung von Kultur, Bildung, Wissenschaft, Sozialem und Umwelt hat sie Einfluss auf das Gemeinwohl und den Zusammenhalt in der Region. Sie schafft zudem eine Plattform für Spender und Stifter.

Seit Anfang des Jahres 2016 stellt die Bank für gemeinnützige Organisationen und Vereine eine Crowdfunding-Plattform zur Verfügung, um lokale und gemeinnützige Projekte zu fördern.